# 若葉山強
若葉山 強（わかばやま つよし、1946年11月7日 - ）は、山形県最上郡（現在の新庄市）出身で時津風部屋所属の元大相撲力士、日本競輪選手会神奈川県支部所属の元A級競輪選手。大相撲時代は身長183cm、体重91kg。本名は伊藤 強（いとう つよし）。最高位は西十両5枚目（1967年1月場所）。得意手は左四つ、押し。

## 来歴

### 大相撲時代
時津風部屋に入門して、1962年7月場所に本名の伊藤の四股名で初土俵を踏んだ。翌9月場所から伊藤川（いとうがわ）に四股名を改めるとともに7戦全勝で序ノ口優勝を飾った。その後は日の出の勢いで番付を上げていき、1963年9月場所は16歳の若さで早くも幕下に昇進し、7戦全勝で優勝同点の好成績を残した。1964年11月場所には7戦全勝で幕下優勝を飾った。翌1965年1月場所には18歳1ヶ月の若さで十両昇進を果たし、戦後生まれの力士として初の関取となった。しかし、1967年5月場所に幕下に陥落すると、不振に陥って番付を下げていき、1968年1月場所限りで21歳で廃業した。

### 競輪時代
大相撲廃業後は競輪に転向し、日本競輪学校第28期生（登録は日本競輪選手会神奈川支部、登録番号は8364）として1971年2月14日、川崎競輪場でデビューし2着。初勝利は同年翌2月15日。追い込みを主体とした走法で、2層7班制（A級1～5班、B級1～2班）時代にあっては、最高A級2班にランクされた。2002年7月31日に選手登録削除され引退。通算戦績2738戦221勝。

## 主な成績

### 大相撲時代
- 通算成績：171勝170敗2休  勝率.501
- 十両成績：100勝108敗2休  勝率.481
- 現役在位：34場所
- 十両在位：14場所
- 各段優勝
  - 幕下優勝：1回（1964年11月場所）
  - 序ノ口優勝：1回（1962年9月場所）

### 場所別成績
| | 一月場所 初場所（東京） | 三月場所 春場所（大阪） | 五月場所 夏場所（東京） | 七月場所 名古屋場所（愛知） | 九月場所 秋場所（東京） | 十一月場所 九州場所（福岡） |
| --- | ----------------------- | ----------------------- | ----------------------- | --------------------------- | ----------------------- | --------------------------- |
| 1962年 （昭和37年） | x                       | x                       | x                       | （前相撲）                  | 東序ノ口15枚目 優勝 7–0 | 西序二段21枚目 5–2          |
| 1963年 （昭和38年） | 西三段目79枚目 5–2      | 東三段目35枚目 2–5      | 西三段目62枚目 6–1      | 西三段目14枚目 4–3          | 東幕下98枚目 7–0        | 東幕下7枚目 2–5             |
| 1964年 （昭和39年） | 西幕下17枚目 2–5        | 西幕下25枚目 4–3        | 西幕下21枚目 2–5        | 西幕下31枚目 3–4            | 東幕下35枚目 3–4        | 東幕下40枚目 優勝 7–0       |
| 1965年 （昭和40年） | 西十両18枚目 9–6        | 東十両12枚目 7–8        | 東十両13枚目 8–7        | 東十両9枚目 6–9             | 西十両12枚目 7–6–2      | 東十両13枚目 9–6            |
| 1966年 （昭和41年） | 西十両7枚目 5–10        | 東十両13枚目 9–6        | 東十両7枚目 6–9         | 東十両10枚目 7–8            | 東十両12枚目 7–8        | 西十両12枚目 8–7            |
| 1967年 （昭和42年） | 西十両5枚目 5–10        | 西十両8枚目 7–8         | 西幕下2枚目 1–6         | 西幕下10枚目 5–2            | 東幕下4枚目 1–6         | 西幕下19枚目 2–5            |
| 1968年 （昭和43年） | 西幕下33枚目 引退 3–4–0 | x                       | x                       | x                           | x                       | x                           |
| 各欄の数字は、「勝ち-負け-休場」を示す。 優勝 引退 休場 十両 幕下 三賞：敢=敢闘賞、殊=殊勲賞、技=技能賞 その他：★=金星 番付階級：幕内 - 十両 - 幕下 - 三段目 - 序二段 - 序ノ口 幕内序列：横綱 - 大関 - 関脇 - 小結 - 前頭（「#数字」は各位内の序列） |                         |                         |                         |                             |                         |                             |

## 改名歴
- 伊藤 強（いとう つよし）1962年7月場所
- 伊藤川 強（いとうがわ - ）1962年9月場所 - 1966年5月場所
- 若葉山 強（わかばやま - ）1966年7月場所 - 1968年1月場所